# Alexander av Hessen-Darmstadt
Prins Alexander av Hessen-Darmstadt, född 15 juli 1823, död 15 december 1888.
Son till Ludvig II av Hessen-Darmstadt och Wilhelmine av Baden.
I sin ungdom kom han till Sankt Petersburg, där han bodde hos sin syster, Maria av Hessen, och hennes make, den blivande tsar Alexander II av Ryssland.
Åren 1840-1851 var han i rysk krigstjänst och 1853-1862 i österrikisk. Han deltog i slaget vid Montebello och slaget vid Solferino och erhöll en rad utmärkelser, bl.a. Sankt Georgkorset.
Alexander förälskade sig i sin systers hovdam, den polskfödda Julia von Haucke (1825-1895; dotter till greve Maurits von Haucke). Emellertid hade den ryske tsaren, Nikolaj, planer på att Alexander skulle gifta sig med hans brorsdotter, Katarina Michailovna (1827-1894), (senare gift med hertig Georg August av Mecklenburg-Strelitz). Alexander och Julia beslöt sig då för att rymma och flydde med häst och vagn genom Ryssland till Breslau, där de vigdes av en präst den 28 oktober 1851. Tsar Nikolaj blev rasande och fråntog Alexander hans militära rang och sparkade ut honom från den kejserliga ryska armén.

## Barn
- Marie (1852-1923), gift med furst Gustav Ernst von Erbach-Schönberg
- Louis (1854-1921). Han blev 1878 brittisk undersåte, 1884 gifte han sig med prinsessan Viktoria av Hessen-Darmstadt, som var dotterdotter till Viktoria I av Storbritannien. Han fick titeln "markis av Milford Haven" och ändrade 1917 (på den engelske kungens order) släktnamnet till det angliserade Mountbatten. Bland deras barn märks Alice av Battenberg (mor till Philip, hertig av Edinburgh), Louise, gift med Gustaf VI Adolf och drottning av Sverige, samt Louis Mountbatten av Burma.
- Alexander (1857-1893), furste av Bulgarien 1878-1887. Död i Wien.
- Henry (1858-1896), engelsk militär, guvernör över ön Isle of Wight. Han dog under ett militärt uppdrag till Afrika. Han gifte sig 1886 med Beatrice av Storbritannien, dotter till drottning Viktoria I av Storbritannien. Redan samma dag som bröllopet ägde rum blev han brittisk "kunglig höghet". Deras dotter Victoria Eugenia av Battenberg gifte sig 1906 med Alfonso XIII av Spanien.
- Frans Josef (1861-1921) var filosofie doktor och major à la suite i hessisk tjänst. Han gifte sig 1897 med prinsessan Anna av Montenegro, dotter till Nikola I av Montenegro.

Eftersom Julia von Hauke inte var av furstlig börd var äktenskapet mellan henne och Alexander morganatiskt; Julia och barnen blev alltså inte medlemmar av den storhertigliga familjen. Så småningom erhöll Julia von Hauke dock titeln prinsessa av Battenberg.
Alexander var ägare av en stor myntsamling och över denna gjorde han en förteckning (3 band, 1854-1856).

## Utmärkelser
- Riddare av Sankt Alexander Nevskij-orden
- Württembergska kronorden
- Zähringer Löwenorden
- Badiska husorden Fidelitas
- Pour le Mérite
- Vendiska kronans husorden
- Första klassen av Röda örns orden
- Elefantorden
- Riddare av Maria-Teresiaorden[2]
- Frälsarens orden
- Hessens militärförtjänstorden
- Hessiska Ludvigsorden
- Sankt Annas orden, första klass
- Svarta örns orden
- Riddare med storkors av Bathorden
- Hessiska Filip den ädelmodiges orden
- Vita örnens orden
- Georgsorden, tredje klass
- Andreasorden
- Georgsorden, fjärde klass
- Sankt Stefansorden

[Redigera Wikidata]